# Aurélio Miguel
Aurélio Fernández Miguel (São Paulo, 10 de março de 1964) é um judoca brasileiro.
Filho de imigrante catalães, foi campeão olímpico na categoria meio-pesado nos Jogos Olímpicos de Seul 1988 e medalha de bronze em Atlanta 1996.
Foi campeão Mundial Junior em 1983 Porto Rico.
Foi campeão Mundial Universitario em Strasburgo- França 1984.
Obteve três medalhas do Campeonato Mundial de Judô (duas pratas em 1993 e 1997, e um bronze em 1987), e também obteve a medalha de ouro nos Jogos Pan-americanos de Indianápolis 1987 e a prata nos Jogos Pan-americanos de Caracas 1983.
Depois da aposentadoria, tentou a carreira política. Depois de uma candidatura mal sucedida para deputado estadual,  foi eleito vereador da Câmara Municipal de São Paulo pelo Partido da República por três vezes, em 2004, 2008 e 2012. Em meio a controvérsias que até o levaram a um infarto em 2014, decidiu se afastar da política após terminar seu terceiro mandato em 2016, mantendo-se apenas presidente da Federação Paulista Universitária (FUPE).

## Carreira esportiva

### Jogos Olímpicos
| Competição     | Evento | Fase de 64           | Fase de 32                    | Oitavas                          | Quartas                  | Semifinais            | Repescagem           | Repescagem             | Repescagem              | Final                 | Final  |
| Competição     | Evento | Fase de 64           | Fase de 32                    | Oitavas                          | Quartas                  | Semifinais            | 1ª fase              | Quartas                | Semifinais              | Final                 | Final  |
| Competição     | Evento | Adversário resultado | Adversário resultado          | Adversário resultado             | Adversário resultado     | Adversário resultado  | Adversário resultado | Adversário resultado   | Adversário resultado    | Adversário resultado  | Pos.   |
| -------------- | ------ | -------------------- | ----------------------------- | -------------------------------- | ------------------------ | --------------------- | -------------------- | ---------------------- | ----------------------- | --------------------- | ------ |
| Seul 1988      | −95 kg |                      | GBR D. Stewart V yusei-gachi  | ISL B. Fridriksson V yusei-gachi | ITA J. Fazi V chui       | TCH J. Sosna V chui   |                      |                        |                         | FRG M. Meiling V chui | [ 8 ]  |
| Barcelona 1992 | −95 kg |                      | COD M. Mbonga V hansoku-gachi | TCH J. Sosna V keikoku           | HUN A. Kovacs D waza-ari |                       |                      | HUN D. Sergeyev D ipon | Não avançou             | Não avançou           | 9      |
| Atlanta 1996   | −95 kg |                      | ARG A. Bender V ipon          | KAZ S. Chakimov V hansoku-gachi  | MRI A. Felicite V ipon   | POL P. Nastula D chui |                      |                        | NED B. Sonnemans V ipon |                       | [ 10 ] |